# Akeley, Minnesota
Akeley là một thành phố thuộc quận Hubbard, tiểu bang Minnesota, Hoa Kỳ. Năm 2010, dân số của thành phố này là 432 người.

## Dân số
- Dân số năm 2000: 412 người.
- Dân số năm 2010: 432 người.